# Bradley Beal
Bradley Emmanuel Beal (St. Louis, 28 de junho de 1993) é um jogador norte-americano de basquete profissional que atualmente joga pelo Los Angeles Clippers da National Basketball Association (NBA).
Ele jogou basquete universitário pela Universidade da Flórida antes de ser selecionado pelos Wizards como a terceira escolha geral do Draft da NBA de 2012.

## Carreira no ensino médio
Beal estudou na Chaminade College Preparatory School em St. Louis, Missouri. Ele competiu pelos EUA na Copa do Mundo Sub-17 de 2010, vencendo o título com uma média de 18 pontos. Beal também foi para a Equipe do Torneio e ganhou o Prêmio de MVP.
Durante seu último ano do ensino médio, ele teve médias de 32,5 pontos, 5,7 rebotes e 2,8 assistências.
No final da sua última temporada, ele foi nomeado o Mr. Show-Me Basketball de 2011, que o reconheceu como o melhor jogador de basquete do ensino médio no estado do Missouri. Ele também foi nomeado o Jogador Nacional do Ano de 2011.
| Nome | Cidade Natal                            | Escola                 | Altura             | Peso           | Data                   |
| --- | --------------------------------------- | ---------------------- | ------------------ | -------------- | ---------------------- |
| Bradley Beal SG | Creve Coeur, Missouri                   | Chaminade College Prep | 6 ft 4 in (1.93 m) | 195 lb (88 kg) | 30 de Novembro de 2009 |
| Bradley Beal SG | Recrutamento: Rivals: Scout: 247sports: |                        |                    |                |                        |
| Ranking: Scout: 2º (SG); 7º (nacional) \| Rivals: 2º (SG); 4º (nacional)                                                                                      |                                         |                        |                    |                |                        |
| - Nota: Em muitos casos, Scout, Rivals, 247Sports e ESPN podem entrar em conflito em suas listas de altura e peso, nestes casos, a média foi obtida. - Fonte: |                                         |                        |                    |                |                        |

## Carreira universitária
Em 30 de novembro de 2009, Beal se comprometeu com a Universidade da Flórida. Ele jogou sob o comando do técnico Billy Donovan.
Em seu primeiro jogo na Flórida, Beal foi titular e anotou 14 pontos. Ele foi nomeado o Calouro da Semana da SEC em 28 de novembro de 2011. Durante a semana de 21 a 28 de novembro, ele teve médias de 18,5 pontos, sete rebotes, duas assistências e 1,5 roubos em duas vitórias sobre Wright State e Jacksonville.
Beal ganharia mais cinco prêmios de Calouro da Semana da SEC e também foi nomeado para a Equipe de Novatos e para a Primeira-Equipe da SEC. Ele terminou a temporada com média de 14,8 pontos, 6,7 rebotes, 2,2 assistências e 1,4 roubos de bola. Ele também ajudou sua equipe a avançar para a Elite Oito do Torneio da NCAA antes de ser eliminado por Louisville.

## Carreira profissional

### Washington Wizards (2012–Presente)

#### Temporada de 2012–13
Em 13 de abril de 2012, Beal declarou-se para o Draft da NBA, esquecendo seus últimos três anos de elegibilidade universitária. Em 28 de junho de 2012, Beal foi selecionado pelo Washington Wizards como a terceira escolha geral no Draft da NBA de 2012.

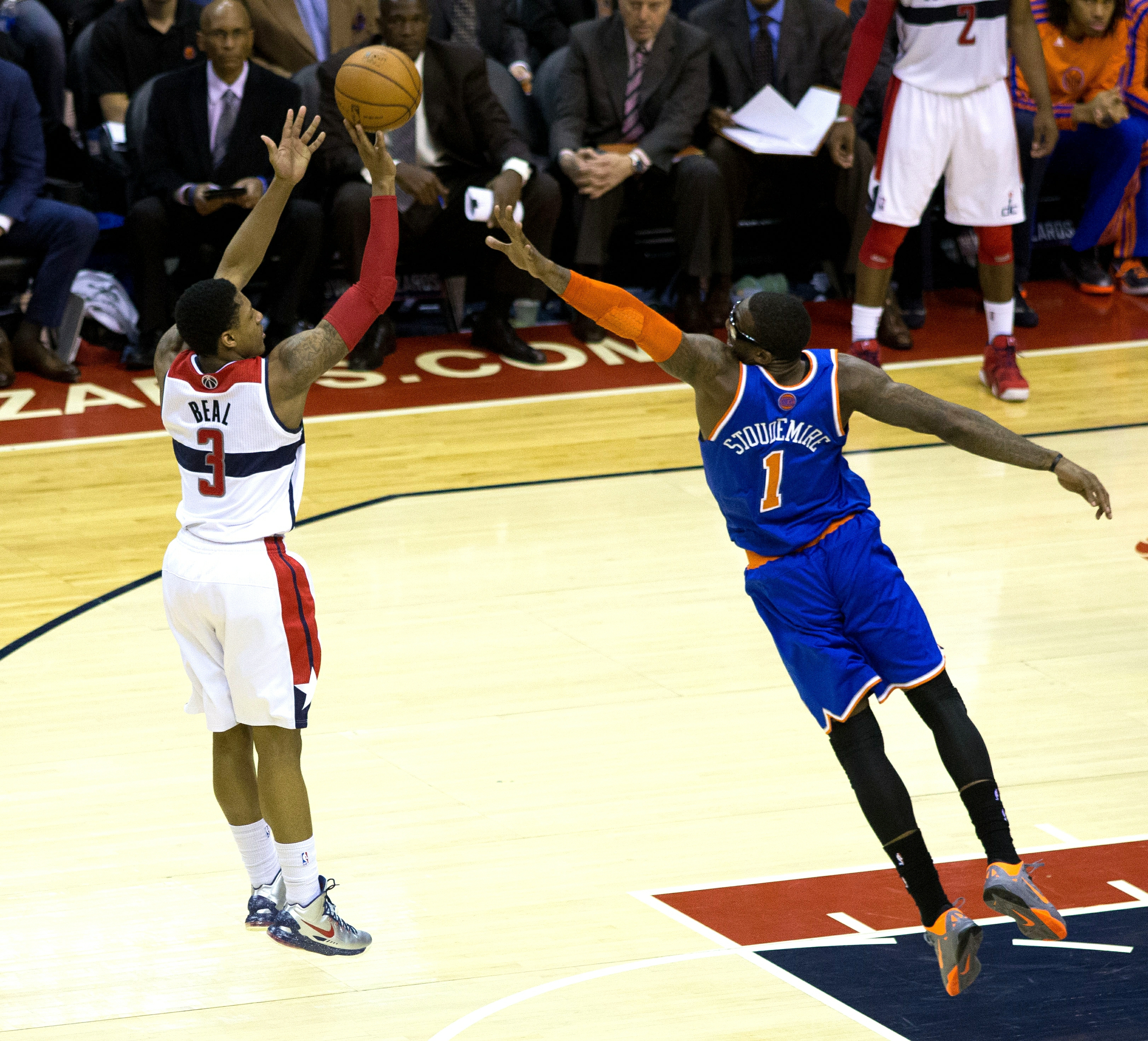
Beal em um jogo contra o New York Knicks em 2013

Beal foi nomeado o Novato do Mês da Conferência Leste em dezembro de 2012 e janeiro de 2013. Em 4 de janeiro de 2013, em um jogo contra o Brooklyn Nets, ele marcou 24 pontos e acertou uma cesta de três pontos para mandar o jogo para a prorrogação dupla; os Wizards perderam o jogo. Em 17 de janeiro, ele marcou seis cestas de três pontos feitos em uma derrota para o Sacramento Kings. Ele foi selecionado para o Rising Stars no All-Star Weekend de 2013.
Em 3 de abril de 2013, foi anunciado que Beal perderia o restante da temporada de 2012-13 com uma lesão na perna direita. No final da temporada, depois de jogar 56 jogos, ele foi nomeado para a Equipe de Novatos da NBA e terminou em terceiro na votação para o Prêmio de Novato do Ano.

#### Temporada de 2013–14
Em 10 de novembro de 2013, Beal marcou 34 pontos em uma derrota na prorrogação para o Oklahoma City Thunder. Mais tarde, ele marcou 37 pontos em uma derrota para o Memphis Grizzlies. 
Beal terminou como vice-campeão no torneio de três pontos no All-Star Weekend de 2014, perdendo para Marco Belinelli. Na época, Beal era o competidor mais jovem da história do evento.
Em 29 de abril de 2014, Beal e os Wizards derrotaram o Chicago Bulls na primeira rodada dos playoffs, levando a equipe para a segunda rodada, um feito que a franquia não alcançava desde 2005.

#### Temporada de 2014–15

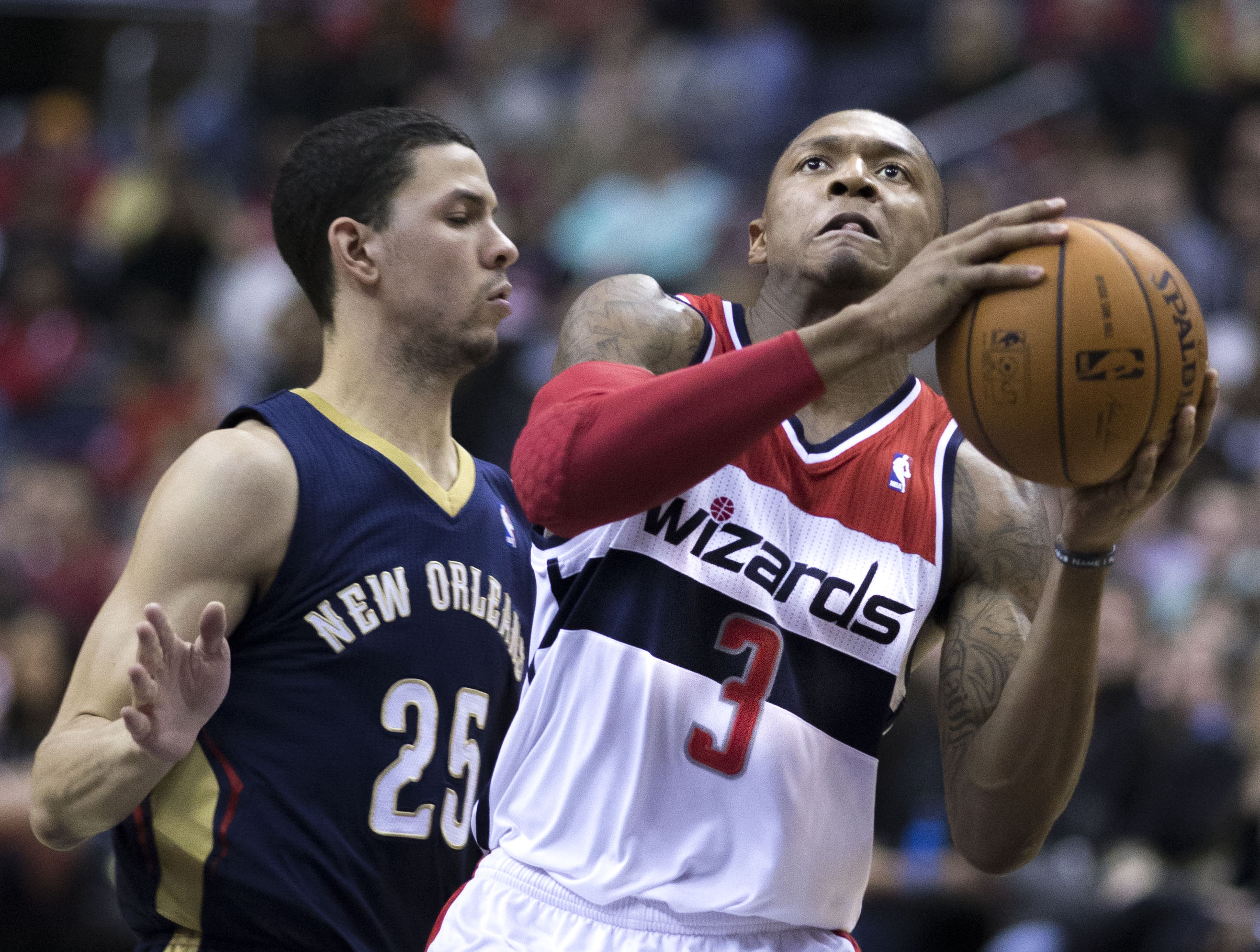
Beal em um jogo contra o New Orleans Pelicans em 2014

Em 11 de outubro de 2014, Beal foi submetido a uma ressonância magnética que revelou uma fratura em um osso do pulso esquerdo, exigindo posteriormente uma cirurgia. Mais tarde, ele foi descartado por seis a oito semanas. Depois de perder os nove primeiros jogos da temporada com a lesão, ele fez sua estreia na temporada em 19 de novembro contra o Dallas Mavericks. Em pouco menos de 26 minutos, ele registrou 21 pontos, 3 rebotes, 3 assistências e 1 roubo na derrota por 102-105.
Em 5 de fevereiro, Beal machucou o dedão do pé direito e mais tarde foi afastado indefinidamente após testes subsequentes revelarem uma leve reação de estresse em sua fíbula direita. Ele perdeu oito jogos com a lesão e voltou à ação em 28 de fevereiro contra o Detroit Pistons, marcando oito pontos em 32 minutos de uma vitória por 99-95.
No Jogo 1 das semifinais dos playoffs contra o Atlanta Hawks, Beal marcou 28 pontos e ajudou a sua equipe a vencer por 104-98. No Jogo 4 da série, ele marcou 34 pontos na derrota que empatou a série em 2-2. Os Wizards perderam a série em seis jogos.

#### Temporada de 2015–16
Em 4 de novembro de 2015, Beal marcou 25 pontos e fez uma cesta de três pontos faltando 0,3 segundos para levar os Wizards a uma vitória por 102-99 sobre o San Antonio Spurs. 
Beal teve uma temporada atormentada por lesões. Ele perdeu três jogos em meados de novembro com uma lesão no ombro e 16 jogos entre 11 de dezembro e 11 de janeiro com uma lesão na perna direita. No início de março, ele perdeu três jogos com uma pélvis torcido. Ele jogou em apenas 55 jogos na temporada, 35 jogos como titular, mas registrou média de 17,4 pontos, a maior de sua carreira.

#### Temporada de 2016–17

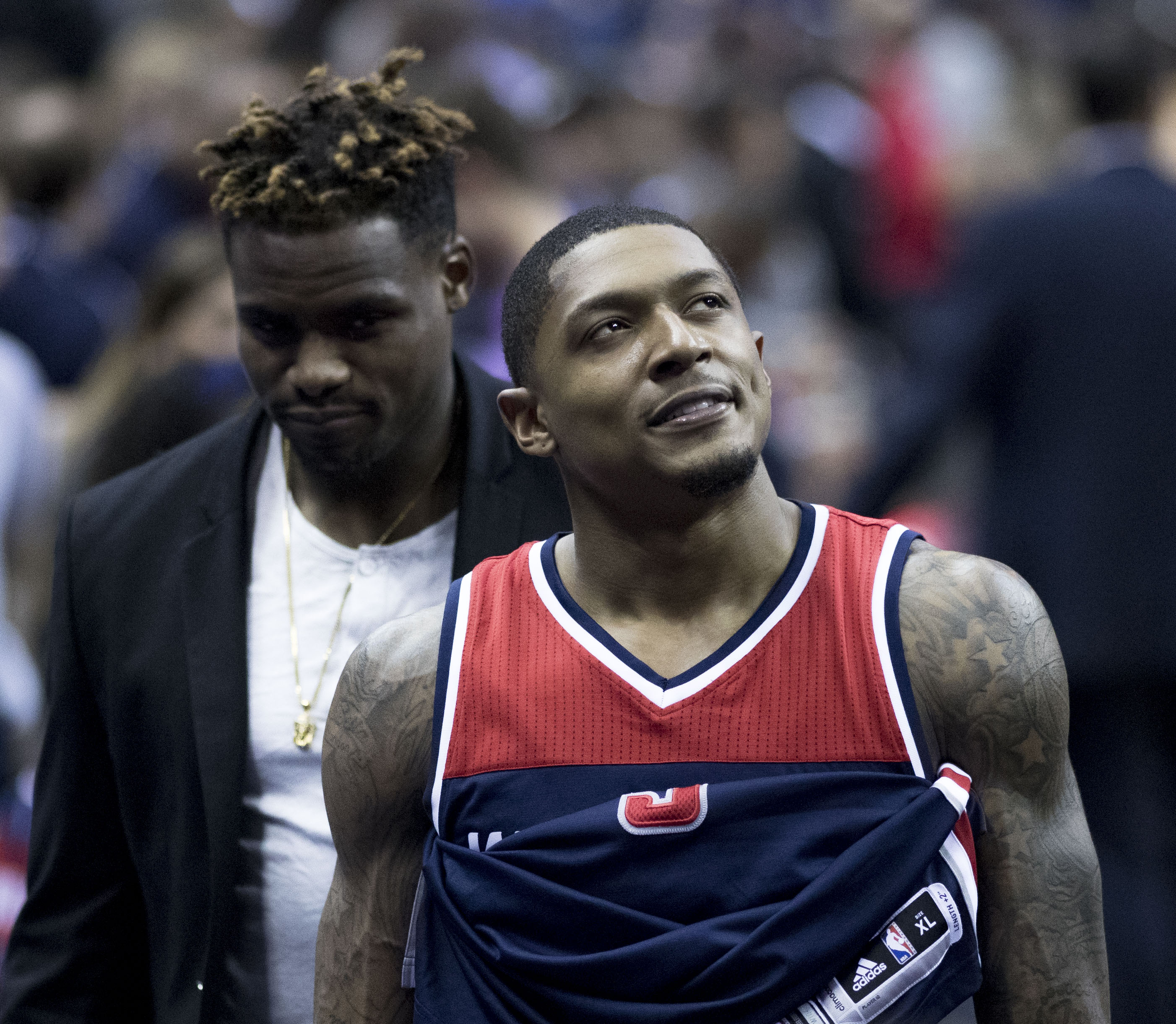
Beal em um jogo contra o Cleveland Cavaliers em 2017

Em 26 de julho de 2016, Beal assinou um contrato de 5 anos e US$127 milhões com os Wizards.
Em 19 de novembro de 2016, ele marcou 34 pontos na derrota por 114-111 para o Miami Heat. Dois dias depois, ele teve 30 ou mais pontos em jogos consecutivos pela primeira vez em seus cinco anos de carreira, registrando 42 pontos na vitória por 106-101 sobre o Phoenix Suns.
Em 27 de novembro, ele foi multado em US$ 15.000 por agarrar na garganta de Evan Fournier durante o jogo contra o Orlando Magic.
Em 14 de dezembro, ele registrou 20 pontos e 9 assistências na vitória por 109-106 sobre o Charlotte Hornets. Com dois pontos feitos em 16 de dezembro contra o Detroit Pistons, Beal alcançou 501 pontos na carreira e se tornou o terceiro jogador dos Wizards a fazer 500, juntando-se a Gilbert Arenas e Antawn Jamison. Em 18 de dezembro, ele marcou 41 pontos na vitória por 117-110 sobre o Los Angeles Clippers. Em 6 de fevereiro de 2017, ele teve outro jogo de 41 pontos em uma derrota por 140-135 na prorrogação para o Cleveland Cavaliers.
Em 24 de fevereiro de 2017, ele marcou 40 pontos em uma derrota por 120-112 para o Philadelphia 76ers, registrando seu quarto jogo de 40 pontos na temporada. Em 29 de março de 2017, ele marcou 27 pontos na derrota por 133-124 para o Los Angeles Clippers. Durante o jogo, Beal superou Gilbert Arenas na lista de mais cestas de três pontos na história da franquia. Beal juntou-se a Kevin Durant e Vince Carter como os únicos três jogadores na história da NBA com 23 anos ou menos a ter uma média de pelo menos 23 pontos e ter 40% de acerto na faixa de três pontos.
Em 12 de maio de 2017, Beal ajudou os Wizards a evitar a eliminação e forçar um Jogo 7 na segunda rodada dos playoffs contra o Boston Celtics com um jogo de 33 pontos em uma vitória de 92-91. No Jogo 7, três dias depois, Beal liderou os Wizards com 38 pontos, incluindo 24 no segundo tempo, mas não conseguiu levá-los à vitória.

#### Temporada de 2017–18
Em 1 de novembro de 2017, Beal marcou 40 pontos na derrota por 122-116 para o Phoenix Suns. Em 20 de novembro de 2017, na vitória por 99-88 sobre o Milwaukee Bucks, ele marcou 23 pontos e se tornou o jogador mais jovem da história da NBA a chegar aos 700 pontos. Em 5 de dezembro de 2017, ele marcou 51 pontos na vitória por 106-92 sobre o Portland Trail Blazers.
Em 31 de dezembro de 2017, Beal marcou 17 de seus 39 pontos no quarto quarto para levar Washington a uma vitória por 114-110 sobre o Chicago Bulls. Ele também teve nove rebotes e nove assistências. Beal foi posteriormente nomeado Jogador da Semana da Conferência Leste pelos jogos de 25 de dezembro a 31 de dezembro.
Em 23 de janeiro de 2018, Beal foi nomeado para o All-Star Game da NBA pela primeira vez. Dois dias depois, ele marcou 41 pontos na derrota por 121-112 para o Oklahoma City Thunder. Em 4 de março de 2018, ele registrou 22 pontos e 11 assistências na derrota por 98-95 para o Indiana Pacers. Em 14 de março de 2018, Beal marcou 34 pontos na vitória por 125-124 sobre o Boston Celtics.
No Jogo 3 da primeira rodada dos playoffs contra o Toronto Raptors, Beal marcou 21 de seus 28 pontos no primeiro tempo, enquanto os Wizards venceram por 122-103. No Jogo 4, ele marcou 31 pontos em uma vitória por 106-98, ajudando os Wizards a empatar a série em 2-2. Os Wizards perderam a série em seis jogos, apesar dos 32 pontos de Beal em uma derrota por 102-92 no Jogo 6.

#### Temporada de 2018–19
Em 14 de novembro, ele marcou 20 pontos na vitória por 119-95 sobre o Cleveland Cavaliers. Beal atingiu seu 900º ponto na carreira no primeiro quarto, tornando-se o jogador mais jovem da história da NBA a chegar aos 900.
Em 5 de dezembro, ele marcou 36 pontos na vitória por 131-117 sobre o Atlanta Hawks. Ele foi posteriormente nomeado Jogador da Semana da Conferência Leste pelos jogos de 3 de dezembro a 9 de dezembro. Em 22 de dezembro, ele registrou seu primeiro triplo-duplo da carreira com 40 pontos, 15 assistências e 11 rebotes na vitória por 149-146 na prorrogação sobre o Phoenix Suns.
Em 13 de janeiro, ele teve seu segundo triplo-duplo da temporada com 43 pontos, 15 assistências e 10 rebotes em uma derrota por 140-138 para os Raptors. Ele se juntou a Oscar Robertson como o único jogador na história da NBA com vários jogos de 40 pontos, 15 assistências e 10 rebotes em uma temporada. Em 22 de fevereiro, ele marcou 46 pontos na derrota por 123-110 para o Charlotte Hornets.Beal terminou fevereiro com média de 30,9 pontos.
Em 15 de março, ele marcou 40 pontos na derrota por 116-110 para os Hornets. Ele fez 40 pontos pelo segundo jogo consecutivo um dia depois na vitória por 135-128 sobre o Memphis Grizzlies. Ele foi posteriormente nomeado Jogador da Semana da Conferência Leste pelos jogos de 11 de março a 17 de março. Em abril de 2019, ele se tornou o primeiro jogador na história da franquia com 2.000 pontos, 400 rebotes e 400 assistências em uma temporada. Ele também se tornou o primeiro jogador na história da franquia a ter média de pelo menos 25 pontos, cinco rebotes e cinco assistências, enquanto jogou em todos os 82 jogos pela segunda temporada consecutiva.

#### Temporada de 2019–20
Em 17 de outubro de 2019, Beal assinou uma prorrogação de contrato de dois anos no valor máximo de US$ 72 milhões para permanecer nos Wizards.
Em 30 de outubro de 2019, Beal registrou 46 pontos e 8 assistências na derrota por 159-158 para o Houston Rockets. Em novembro, ele marcou 44 pontos em dois jogos consecutivos, uma derrota para o Boston Celtics e uma vitória sobre o Minnesota Timberwolves.
Em 23 de fevereiro de 2020, Beal marcou 53 pontos na derrota por 126-117 para o Chicago Bulls. Durante o jogo, ele passou Jeff Malone pelo segundo lugar na lista de maiores pontuadores da história dos Wizards. No dia seguinte, ele marcou 55 pontos na derrota por 140-137 na prorrogação para o Milwaukee Bucks. Beal se tornou o primeiro jogador a marcar 50 pontos em noites consecutivas desde Kobe Bryant em 2007. Em 28 de fevereiro, ele registrou 42 pontos e 10 assistências na derrota por 119-129 para o Utah Jazz. No total, Beal teve uma média impressionante de 36,2 pontos no mês de fevereiro.
Em 10 de março, Beal registrou 39 pontos e 7 assistências na vitória por 122-115 contra o New York Knicks, seu último jogo antes da suspensão abrupta da temporada de 2019-20. No momento da suspensão, ele havia jogado em 57 jogos e tinha médias de 30,5 pontos e 6,1 assistências.
Em 7 de julho de 2020, os Wizards anunciaram que Beal não participaria da bolha da NBA devido a uma lesão no ombro.

#### Temporada de 2020–21
Em 6 de janeiro de 2021, Beal fez 60 pontos na derrota por 141-136 para o Philadelphia 76ers, empatando o recorde da franquia de Gilbert Arenas de mais pontos marcados em um jogo. Em 18 de fevereiro de 2021, Beal foi selecionado para jogar em seu terceiro All-Star Game como titular.
Depois de começar a temporada com um recorde de 17-32, Beal ajudou a liderar os Wizards em uma corrida de 17-6 para terminar a temporada com a oitava vaga nos playoffs. Ao lado de Russell Westbrook, Beal liderou os Wizards para uma vitória por 142-115 sobre o Indiana Pacers no Play-In para conquistar a última vaga nos playoffs, marcando a primeira aparição da equipe nos playoffs desde 2018. Beal também ganhou sua primeira seleção para a All-NBA, sendo nomeado para a Terceira-Equipe.

#### Temporada de 2021–22
Em 8 de fevereiro de 2022, Beal planejava passar por uma cirurgia no pulso esquerdo no final da temporada. Ele jogou apenas quarenta jogos na temporada.

## Carreira na seleção
Beal se comprometeu a jogar na Seleção Americana de Basquetebol nos Jogos Olímpicos de Verão de 2020, adiada para 2021 por causa da Pandemia de COVID-19. Depois de jogar em três jogos amistosos, ele foi descartado para as Olímpiadas depois de testar positivo para o coronavírus.

## Estatísticas da carreira
|  | Líder da liga |

### NBA

#### Temporada Regular
| Ano      | Equipe     | PJ  | PT  | MPJ  | AP   | 3P   | LL   | RT  | AS  | BR  | TO | PPJ  |
| -------- | ---------- | --- | --- | ---- | ---- | ---- | ---- | --- | --- | --- | -- | ---- |
| 2012-13  | Washington | 56  | 46  | 31.2 | .410 | .386 | .786 | 3.8 | 2.4 | .9  | .5 | 13.9 |
| 2013-14  | Washington | 73  | 73  | 34.7 | .419 | .402 | .788 | 3.7 | 3.3 | 1.0 | .2 | 17.1 |
| 2014–15  | Washington | 63  | 59  | 33.4 | .427 | .409 | .783 | 3.8 | 3.1 | 1.2 | .3 | 15.3 |
| 2015–16  | Washington | 55  | 35  | 31.1 | .449 | .387 | .767 | 3.4 | 2.9 | 1.0 | .2 | 17.4 |
| 2016–17  | Washington | 77  | 77  | 34.9 | .482 | .404 | .825 | 3.1 | 3.5 | 1.1 | .3 | 23.1 |
| 2017–18  | Washington | 82  | 82  | 36.3 | .460 | .375 | .793 | 4.4 | 4.5 | 1.2 | .4 | 22.6 |
| 2018–19  | Washington | 82  | 82  | 36.9 | .475 | .351 | .808 | 5.0 | 5.5 | 1.5 | .7 | 25.6 |
| 2019–20  | Washington | 57  | 57  | 36.0 | .455 | .353 | .842 | 4.2 | 6.1 | 1.2 | .4 | 30.5 |
| 2020–21  | Washington | 60  | 60  | 35.8 | .485 | .349 | .889 | 4.7 | 4.4 | 1.2 | .4 | 31.3 |
| 2021–22  | Washington | 40  | 40  | 36.0 | .451 | .300 | .833 | 4.7 | 6.6 | .9  | .4 | 23.2 |
| 2022–23  | Washington | 50  | 50  | 33.5 | .506 | .365 | .842 | 3.9 | 5.4 | .9  | .7 | 23.2 |
| Carreira | Carreira   | 695 | 661 | 34.7 | .460 | .372 | .823 | 4.1 | 4.3 | 1.1 | .4 | 22.1 |
| All-Star | All-Star   | 3   | 1   | 21.7 | .496 | .433 | .000 | 1.0 | 2.3 | 1.0 | .0 | 17.0 |

#### Playoffs
| Ano      | Equipe     | PJ | PT | MPJ  | AP   | 3P   | LL   | RT  | AS  | BR  | TO | PPJ  |
| -------- | ---------- | -- | -- | ---- | ---- | ---- | ---- | --- | --- | --- | -- | ---- |
| 2014     | Washington | 11 | 11 | 41.6 | .424 | .415 | .796 | 5.0 | 4.5 | 1.6 | .6 | 19.2 |
| 2015     | Washington | 10 | 10 | 41.8 | .405 | .365 | .831 | 5.5 | 4.6 | 1.6 | .7 | 23.4 |
| 2017     | Washington | 13 | 13 | 38.8 | .471 | .287 | .820 | 3.3 | 2.7 | 1.6 | .6 | 24.8 |
| 2018     | Washington | 6  | 6  | 36.0 | .454 | .467 | .870 | 3.3 | 2.8 | 1.2 | .3 | 23.2 |
| 2021     | Washington | 5  | 5  | 39.0 | .455 | .219 | .861 | 6.2 | 4.2 | .8  | .6 | 30.0 |
| Carreira | Carreira   | 45 | 45 | 39.4 | .441 | .350 | .835 | 4.6 | 3.7 | 1.3 | .5 | 24.1 |

### Universitário
| Ano     | Equipe  | PJ | PT | MPJ  | AP   | 3P   | LL   | RT  | AS  | BR  | TO  | PPJ  |
| ------- | ------- | -- | -- | ---- | ---- | ---- | ---- | --- | --- | --- | --- | ---- |
| 2011–12 | Flórida | 37 | 37 | 34.2 | .445 | .339 | .769 | 6.7 | 2.2 | 1.4 | 0.8 | 14.8 |

Fonte:

## Prêmios e Homenagens
- NBA
  - 3x NBA All-Star: 2018, 2019 e 2021
  - All-NBA Team:
    - Terceiro time: 2021

  - NBA All-Rookie Team:
    - Primeiro time: 2013

## Vida pessoal

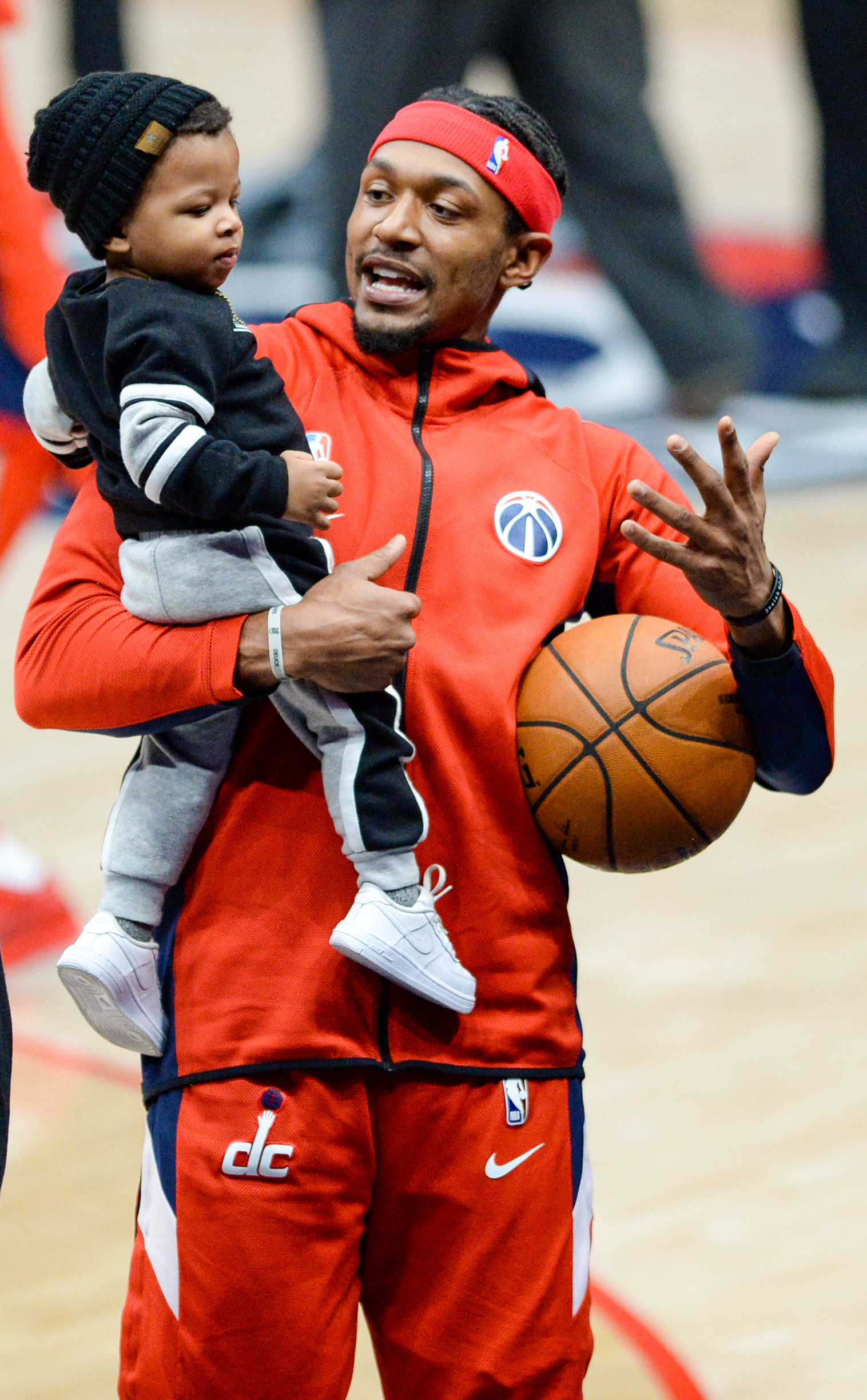
Beal com seu filho Deuce em 2019

Filho de Bobby e Besta Beal, Bradley tem quatro irmãos: Brandon, Bruce, Byron e Bryon. Todos os quatro jogaram ou estão jogando futebol americano universitário: Brandon jogou como tight end em Northern Illinois, Bruce jogou na linha ofensiva em Alabama State, e Bryon e Byron jogaram na linha ofensiva e defensiva, respectivamente, na Lindenwood University.
O rapper Nelly, que é amiga da família, costumava levar Beal à escola. Ele era próximo de Jayson Tatum na adolescência, tornando-se um amigo próximo e mentor dele.
Beal e sua esposa Kamiah Adams têm dois filhos juntos. Em agosto de 2020, Beal vendeu sua mansão de 12.000 metros por US$ 3,5 milhões para o co-fundador da &pizza, o empresário Steve Salis.